# 曙光 (连续剧)
《曙光》（Break Free），新加坡新傳媒私人有限公司電視劇，製作團隊來自新傳媒製作馬來西亞分公司，由郑斌辉、曹国辉、陈邦鋆及张振寰領銜主演，監製為马家骏。

## 播出时间
| 頻道        | 所在地   | 播放日期      | 時間              |
| ----------- | -------- | ------------- | ----------------- |
| 新传媒8频道 | 新加坡   | 2013年3月18日 | 週一至週五21:00起 |
| ntv7        | 马来西亚 | 2013年3月27日 | 週一至週四21:30起 |

## 演員表
| 演員   | 角色   | 暱稱/關係 | 登场集数 |
| 郑斌辉 | 黎天明 |           |          |
| 曹国辉 | 金勇诚 |           |          |
| 陈邦鋆 | 徐浩龙 |           |          |
| 张振寰 | 叶志斌 |           |          |
| 林湘萍 | 田诗诗 |           |          |
| 庞蕾馨 | 倪青青 |           |          |
| 谢德容 | 黄海棠 |           |          |
| 郑子娟 | 王紫瑜 |           |          |
| 吴迦乐 | 金慧辰 |           |          |
| 林冰冰 | 岑海玲 |           |          |

## 集数列表
下列是电视剧《曙光》剧集列表、共30集，新传媒8频道及ntv7播出。全剧包括《晚间新闻》摘要。
| 集數 | 名称               | 8频道首播/重播日期            | ntv7首播/重播日期 |
| --- | ------------------ | ----------------------------- | ----------------- |
| 1 | 第一集             | 2013年3月18日 PG 些许暴力画面 | 2013年3月27日 P13 |
| 黎天明、金勇诚、叶志斌、徐浩龙是同一个牢房的囚犯。4人入狱的原因各不同，但却建立起兄弟般的感情，誓愿出狱后，仍然保持联系。可是他们出狱后，他们赫然发现其实人生本来就是一座监狱，他们能否走出一条舒畅的路？              |                    |                               |                   |
| 2 | 第二集             | 2013年3月19日 PG              | 2013年3月28日 P13 |
| 勇诚回到家，看见女儿金慧辰的颓废和沮丧，心里很难受；为妻子而亏空公款坐牢的志斌发现妻子王紫瑜依然霸气与自私；天明想要跟外遇妻子黄海棠谈判，却一言不合大打出手，妹妹黎春丽夫妇从中挑拨……                                 |                    |                               |                   |
| 3 | 第三集             | 2013年3月20日 PG              | 2013年4月1日 P13  |
| 海棠要带着两个孩子回去砂劳越，生气的天明拿着武器，想要回去对付海棠和她的拼夫王孝添，双方大吵起来。社工田诗诗劝阻，双方才决定坐下来谈判，但因为天明的冲动导致谈判破裂。                                                 |                    |                               |                   |
| 4 | 第四集             | 2013年3月21日 PG              | 2013年4月2日 P13  |
| 勇诚对于女儿的怨恨感到非常难过，在咖啡馆买醉时，听说自己当年撞死的少年倪伟星的母亲，常常在案发地点嚎哭，精神似乎失常。勇诚找到倪妈妈，坦承自己就是撞死倪伟星的凶手，倪妈妈情绪激动，倪青青愤而将勇诚赶走。             |                    |                               |                   |
| 5 | 第五集             | 2013年3月22日 PG              | 2013年4月3日 P13  |
| 诗诗到勇诚家做家访，慧辰对两人冷嘲热讽。勇诚、诗诗随慧辰出门，却被慧辰故意愚弄。慧辰假装要跳楼，吓坏两人。期间诗诗不小心扭伤脚，勇诚愧疚不已，感谢诗诗一直以来的不嫌弃。                                               |                    |                               |                   |
| 6 | 第六集             | 2013年3月25日 PG              | 2013年4月4日 P13  |
| 因为屋子烧了，浩龙提议帮青青申请租赁组屋，但屋子一时不能拿到，因此建议志斌暂时收留青青。志斌义不容辞带青青回家，紫瑜表面客客气气，却对志斌收留青青的事感到不满。                                                       |                    |                               |                   |
| 7 | 第七集             | 2013年3月26日 PG              | 2013年4月8日 P13  |
| 青青因为不肯帮男人洗头，而被刘淑媛责怪，有心裁退她。而倪妈妈的精神病有恶化的趋势，使得青青的经济陷入窘境。青青向志斌求助，志斌给了她一些钱解燃眉之急。紫瑜见志斌对青青处处照顾而不悦。                                 |                    |                               |                   |
| 8 | 第八集             | 2013年3月27日 PG              | 2013年4月9日 P13  |
| 浩龙向诗诗坦诚自己的隐忧，担心自己真的有爱之病。在诗诗的开导下，浩龙决定到医院检测。报告指出浩龙进入爱之病潜伏期，是一名HIV的带菌者。浩龙忧心忡忡，诗诗鼓励他。                                                        |                    |                               |                   |
| 9 | 第九集             | 2013年3月28日 PG              | 2013年4月10日 P13 |
| 诗诗和慧辰吃饭，看见慧辰的举动，怀疑她可能假怀孕，于是向勇诚说出慧辰假怀孕的事。勇诚回家探究，果然证实慧辰没有怀孕，当场拆穿她。慧辰知道是诗诗告密，迁怒于她，跑到飞翔之家大闹一场。                                   |                    |                               |                   |
| 10 | 第十集             | 2013年3月29日 PG              | 2013年4月11日 P13 |
| 倪母突然猝死，浩龙陪伴在青青身边，帮她度过悲伤。勇诚出现拜祭，让青青更加无法释怀，怪罪勇诚害死自己的母亲。浩龙才知道勇诚就是撞死倪青青弟弟的肇祸者！                                                                   |                    |                               |                   |
| 11 | 第十一集           | 2013年4月1日 PG               | 2013年4月15日 P13 |
| 勇诚为青青的弟弟办一场功德法事，却得不到青青的谅解。天明和浩龙苦心相劝，请求青青尝试放下怨恨。浩龙和青青感情日渐加温，紫瑜却要青青远离那些坐过牢的人。志斌不满紫瑜不尊重他的朋友，夫妻矛盾终于爆发。                   |                    |                               |                   |
| 12 | 第十二集           | 2013年4月2日 PG               | 2013年4月16日 P13 |
| 慧辰怀恨在心，威胁紫瑜要把她怀孕而欲偷偷堕胎的事情告诉志斌，以此勒索紫瑜。紫瑜以为是诗诗把事情透露给慧辰的，愤而对诗诗破口大骂。天明替诗诗出头辩解，却越帮越忙。                                                       |                    |                               |                   |
| 13 | 第十三集           | 2013年4月3日 PG 些许暴力画面  | 2013年4月17日 P13 |
| 慧辰不知悔改，还要勾引男人骗钱，突然Thomas派手下把她绑走，几个流氓还对她施暴。青青无意中发现这起绑架案，通知浩龙。浩龙与勇诚、天明等抓住Thomas，救出伤痕累累的慧辰。                                                   |                    |                               |                   |
| 14 | 第十四集           | 2013年4月4日 PG               | 2013年4月18日 P13 |
| 浩龙发现皮肤的红疹越来越严重，上网查询，赫然发现这是爱之病的先兆！他到医院检查，医生说要进一步检验才能确定。浩龙深感无助。青青发现浩龙手上的红疹，想帮他擦药，浩龙拒绝，青青觉得浩龙的行为有点古怪。                   |                    |                               |                   |
| 15 | 第十五集           | 2013年4月5日 PG               | 2013年4月22日 P13 |
| 慧辰变得举止怪异、沉默寡言，勇诚求助于诗诗，诗诗看出慧辰是因为劫后忧郁才会这样。她和勇诚讨论后，决定安排慧辰进入天明的搬运公司工作。春丽和正辉暗自担心慧辰会破坏他们走私的好事。                                       |                    |                               |                   |
| 16 | 第十六集           | 2013年4月8日 PG               | 2013年4月23日 P13 |
| 慧辰在天明的搬运公司工作，春丽处处针对她，恨不得把她赶走。但天明却经常维护慧辰，还拉慧辰一起去跟仲维打篮球。慧辰在截球时撞到天明身上，心里起了涟漪，渐渐对天明产生爱慕之情。                                           |                    |                               |                   |
| 17 | 第十七集           | 2013年4月9日 PG               | 2013年4月24日 P13 |
| 慧辰和天明一起去送货，遇到Thomas的手下来寻仇。天明为救慧辰而受伤，使得慧辰越来越仰慕天明。诗诗分析慧辰因为劫后创伤，需要一个可以保护她的男人，而天明刚好填补了这个角色。诗诗劝天明要和慧辰保持距离。                   |                    |                               |                   |
| 18 | 第十八集           | 2013年4月10日 PG              | 2013年4月25日 P13 |
| 浩龙证实患上爱之病，一时无法接受事实，众人得知后也感到震惊。浩龙担心无法保障青青的未来，想找淑媛尽快处理发廊的转让事宜。青青知道浩龙的徬徨，更想向浩龙证明自己一辈子只想跟他在一起。                                   |                    |                               |                   |
| 19 | 第十九集           | 2013年4月11日 PG              | 2013年4月29日 P13 |
| 慧辰爱上天明，求父亲成全。勇诚生气地打了女儿，并误解天明。天明向勇诚请罪，慧辰坚决说要跟天明在一起，勇诚愤怒地要和她断绝父女关系，慧辰气愤离家。天明追出安抚慧辰，允许她回到货仓工作，但重申两人只是上司和下属的关系。 |                    |                               |                   |
| 20 | 第二十集           | 2013年4月12日 PG              | 2013年4月30日 P13 |
| 浩松突然回来，并想追回诗诗，诗诗感犹豫，希望浩松给她时间考虑。诗诗来找天明，慧辰给她脸色看。后来慧辰无意发现春丽的手提袋里有很多钱，怀疑那些钱是走私得来的。诗诗得知，嘱咐天明要留意。                                 |                    |                               |                   |
| 21 | 第二十一集         | 2013年4月15日 PG 些许性相关语 | 2013年5月1日 P13  |
| 勇诚对自己的病万念俱灰，交托女儿给天明，希望万一自己有什么不测，天明能照顾慧辰。可是天明害怕慧辰仍然恋慕他，对他纠缠不清。他灵机一动，想到一个办法，就是跟诗诗结婚，让慧辰死心。天明向诗诗求婚，诗诗没有马上答应。     |                    |                               |                   |
| 22 | 第二十二集         | 2013年4月16日 PG 些许暴力画面 | 2013年5月2日 P13  |
| 正辉和春丽走私的勾当被仲维发现，两人要杀仲维灭口，还放火烧仓库，企图毁灭证据。诗诗和浩松及时赶到，两人奋不顾身冲进火场，救走仲维。天明愤怒地跑去拦截要潜逃的正辉和春丽，双方展开一场新仇旧恨的搏斗。                   |                    |                               |                   |
| 23 | 第二十三集         | 2013年4月17日 PG              | 2013年5月6日 P13  |
| 紫瑜改变生活习惯，舍弃了奢侈，过简朴生活，想以此打动志斌的心而求复合，但志斌始终对她保持距离。志斌决定顶下花圃生意，但资金匮缺，只好向浩龙、青青求助。浩龙慷慨答应入股，打算把股份送给青青。                           |                    |                               |                   |
| 24 | 第二十四集         | 2013年4月18日 PG 些许暴力画面 | 2013年5月7日 P13  |
| 慧辰带着刀去找Thomas谈判，杀死了Thomas后仓皇逃走。她知道自己被警方通缉，挣扎了许久终于找浩龙帮忙，要他帮自己逃亡。浩龙劝她去自首，并说会帮她打赢官司。但慧辰却抢走浩龙的钱，逃去无踪。                                 |                    |                               |                   |
| 25 | 第二十五集         | 2013年4月19日 PG              | 2013年5月8日 P13  |
| 慧辰走投无路，决定自首，但她提出“交换条件”，就是要勇诚去动手术，她才会安心去自首。诗诗安排两父女见面，两人感性地承诺之后一定会好好做人。之后父女俩一个走进牢房，一个躺进手术室。                                       |                    |                               |                   |
| 26 | 第二十六集         | 2013年4月22日 PG 些许暴力画面 | 2013年5月9日 P13  |
| 慧辰的案子终于上庭，浩龙滔滔不绝的辩词以及勇诚的真情告白，都让大家十分感动。法官最后宣判慧辰蓄意杀人罪名不成立，但自卫杀人罪名成立，逃过了死刑。但此时浩龙却病发，在法庭上晕倒在地。                                   |                    |                               |                   |
| 27 | 第二十七集         | 2013年4月23日 PG              | 2013年5月13日 P13 |
| 天明发现诗诗竟然跑去学气功，质疑诗诗学气功的目的。浩龙请诗诗帮忙找一些资料，诗诗便把自己接近孝添的目的告诉他，说她其实是想调查有关美眉去世的真正原因。而天明也对美眉的死起了怀疑，决定到香港调查。                     |                    |                               |                   |
| 28 | 第二十八集         | 2013年4月24日 PG 些许暴力画面 | 2013年5月14日 P13 |
| 商业调查局查出紫瑜涉嫌参与洗黑钱的罪行，志斌因此受牵连，几乎崩溃。他质问紫瑜，紫瑜借着自己怀孕扮成软弱的样子，其实却在暗中部署，准备卷款而逃。紫瑜要把花圃卖掉，志斌和她起激烈冲突。                                   |                    |                               |                   |
| 29 | 第二十九集         | 2013年4月25日 PG 些许暴力画面 | 2013年5月15日 P13 |
| 诗诗觉得孝添、海玲与美眉的死一定有关联。海玲来飞翔之家找诗诗，两人聊起美眉出事当晚，海玲和孝添都在现场。诗诗还得知当时孝添是和海玲在幽会，因为闭路电视有盲点所以没拍到。当他们发现美眉溺死时，已经太迟了。             |                    |                               |                   |
| 30 | 第三十集（大结局） | 2013年4月26日 PG 些许暴力画面 | 2013年5月16日 P13 |
| 勇诚去找孝添，将他打伤后离开。诗诗到孝添的住处，却发现孝添死在泳池内。验尸报告证实孝添的死因是溺毙，浩龙怀疑有神秘人把孝添推入泳池。诗诗因为踏到血迹而被警方怀疑……                                                     |                    |                               |                   |

## 記事
- 新傳媒製作（馬來西亞）有限公司首部8频道9点档连续剧，ntv7抢先在Astro双星播出以前首播。
- 曹国辉继《双星报喜》后，重返本剧。
- 郑斌辉继《最火搭档2》后，重返本剧。
- 本剧宣布在2012年11月播出，但因播出档期相冲年度重头剧《对对碰》而改播。
- 本剧原名是《囚鸟》，因收视率考量而改名。

## 註腳
1. ↑  . bagua8. 2012年6月  [2013-04-13]. （原始内容存档于2013-04-18）.
2. ↑  . Xinmsn.   [2013年4月14日] （中文及英语）.[永久]

## 详见
- 新传媒剧集列表

## 電視節目的變遷
| 新加坡 新傳媒電視8頻道 星期一至五 21:00 - 22:00 | 新加坡 新傳媒電視8頻道 星期一至五 21:00 - 22:00 | 新加坡 新傳媒電視8頻道 星期一至五 21:00 - 22:00 |
| ----------------------------------------------- | ----------------------------------------------- | ----------------------------------------------- |
|                                                 | 曙光 （2013年3月18日 - 2013年4月26日）PG        |                                                 |
| 警徽天职2 （2013年2月18日 - 2013年3月15日）     | 96°C 咖啡 （2013年3月18日 - 2013年4月26日）     |                                                 |
| 星期日 12:00 - 14:00                            |                                                 |                                                 |
| 庭外和解 （2019年2月10日 - 2019年5月19日）      | 曙光 （2019年5月26日 - 2019年9月1日）PG         | 我在你左右 （2019年9月8日 - 2019年11月10日）    |

| 马来西亚 Ntv7 星期一至四 21:30 - 22:30     | 马来西亚 Ntv7 星期一至四 21:30 - 22:30 | 马来西亚 Ntv7 星期一至四 21:30 - 22:30 |
| ------------------------------------------ | -------------------------------------- | -------------------------------------- |
|                                            | 曙光 （2013年3月27日 - 2013年5月16日） |                                        |
| 男婚女嫁 （2013年2月20日 - 2013年3月26日） | 家有超男 （2013年5月20日 - ）          |                                        |